# مسجد میرزا عبدالباقی‌خان
مسجد میرزا عبدالباقی خان درآخوند محله رامسر می باشد. ساختمان اولیه این مسجد از آثار دوره قاجاریه است. ابعاد مسجد، ۱۴×۱۹ متر است که پوشش چوبی داخلی، بر روی دو حمال قرار گرفته که هر سر حمال‌ها نیز روی سه ستون چوبین ضخیم قدیمی پا بر جا است. بالای سرنال‌ها، واشان کشی و پل کوبی است. سه ستون از سرستون‌ها، قدیمی است. طرف شرقی، پنجره‌های ارسی قدیمی یی بوده که بعدها تبدیل به پنجره‌هایی آهنین شده است. ستون‌های چوبین ایوان‌ها، لاچ لنگری مارپیچ و هفت وهشت است. پوشش بیرونی مسجد، سفال سر است. در گذشته، در کنار مسجد، مدرسه‌ای وجود داشته که امروزه از بین رفته است.